# 蕭寧 (南朝)
蕭寧（6世紀—550年6月20日），南蘭陵郡蘭陵縣（今江蘇省常州市武進區）人，南朝梁宗室，鄱陽忠烈王蕭恢之子。

## 生平
蕭寧初以王子例封文成縣開國侯，食邑五百戶，後擔任淮南太守。
太清二年（548年），侯景之亂爆發。十月，侯景分兵襲擊淮南郡的治所姑孰（今安徽省當塗縣），蕭寧被侯景的軍隊擒獲，後又逃脫，前往吳郡。
太清三年（549年）六月，吳郡海鹽縣人陸黯（一作陸緝）等起兵襲殺侯景所任命的太守蘇單于，並推奉前度支尚書陸襄行吳郡事，但陸襄卻迎接蕭寧為盟主。陸黯等人甚為暴虐，大肆搶掠，吳人也因此不歸附。七月，陸黯被侯景的部將宋子仙擊敗，棄城逃奔海鹽縣。侯景後以侯子榮行吳郡事。
大寶元年五月己巳（550年6月20日），蕭寧在吳郡起兵反抗侯景，率領部衆萬人進攻吳郡的治所吳縣，結果卻被侯子榮擊敗後殺死。侯子榮也因蕭寧起兵反抗，放縱士兵在吳郡境內大肆搶掠。